# Anne Sharp (Sängerin)
Anne Smellie Graham Sharp (* 24. Oktober 1916 in Motherwell, Lanarkshire, Schottland; † 25. August 2011 in Edinborough, Schottland) war eine britische Opernsängerin (Koloratursopran). Sie wird insbesondere mit den Opern von Benjamin Britten in Verbindung gebracht.

## Kindheit und Ausbildung
Anne Sharp wurde 1916 als achtes und jüngstes Kind in eine schottische Familie leidenschaftlicher Amateur-Musiker geboren. Ihr Vater arbeitete als Ingenieur in der Stahlindustrie und in seiner Freizeit als Amateursänger und Chorleiter. Sharp besuchte die Glencairn Primary School und weiterführend die Dalziel High School in ihrer Heimatstadt Motherwell. Nach dem Schulabschluss verdingte sie sich als Sekretärin und nahm private Gesangsstunden.
1941 erhielt sie schließlich einen Platz an der Scottish National Academy of Music in Glasgow (heute Royal Conservatoire of Scotland) und begann dort ein Musikstudium. In ihrem dritten Studienjahr gewann sie das Jean Highgate Gesangsstipendium. Während ihrer Studienzeit, die geprägt war durch den Zweiten Weltkrieg, sang sie im Kirchenchor der Glasgow Cathedral. 1944 schloss sie das Diplom-Studium an der inzwischen in „Royal Scottish Academy of Music“ umbenannten Universität mit einem sogenannten „Performer’s Diploma in Solo Singing“ ab. Sharp zog nach London und erwarb 1946 zwei weiterführende Diplome am Trinity College London (TCL) und der Royal Academy of Music (RAM).
Im Sommer 1946 begann das Royal Opera House am Covent Garden mit dem Wiederaufbau nach dem Kriegsende und erfand sich dabei neu. Im Rahmen einer groß angelegten Anwerbungskampagne wurden in verschiedenen Teilen des Landes neue professionelle Sänger für den neu geschaffenen ständigen Opernchor angestellt. Aus mehreren hundert Bewerbern wurden in zahlreichen Auditions („Vorsingen“) 71 zukünftige Chormitglieder ausgewählt. Sharp besuchte das Vorsingen in Glasgow und war eine von nur sieben erfolgreichen schottischen Bewerbern. Ein Zeitungsartikel berichtete:

“From among many hundreds of singers from all over the British Isles a chorus of 71 was chosen for the Royal Opera House, Covent Garden, London. Auditions were held in Glasgow and Edinburgh, and seven Scots qualified in the final selection. ‘This is the first time in its history that the 'Garden' has kept a 'resident' chorus,’ a representative of the company said. ‘It is hard to know if this is a record number of Scots’. […] Blonde, petite Anne Sharp gained many singing degrees at the Royal Scottish Academy of Music. She worked for Motherwell Corporation as a shorthand typist.”

„Aus vielen hundert Sängern aus allen britischen Inseln wurde ein Chor von 71 für das Royal Opera House, Covent Garden, London, ausgewählt. Vorsprechen fanden in Glasgow und Edinburgh statt, und sieben Schotten qualifizierten sich für die endgültige Auswahl. ‚Dies ist das erste Mal in seiner Geschichte, dass der ‚Garten’ einen ‚residenten‘ Chor geführt hat‘, sagte ein Vertreter des Unternehmens. ‚Es ist schwer zu wissen, ob dies eine Rekordzahl von Schotten ist‘. [...] Die blonde, zierliche Anne Sharp erwarb viele Gesangsabschlüsse an der Royal Scottish Academy of Music. Sie arbeitete für die Motherwell Corporation als Schreibkraft.“

## Karriere in London
Im Chor des Royal Opera House sang Sharp bereits in der ersten Nachkriegsproduktion, Purcells The Fairy-Queen. Es folgten 1947 Bizets Carmen, Massenets Manon und Mozarts Zauberflöte.
Im März 1947 wurde sie Gründungsmitglied von Benjamin Brittens English Opera Group. Das kleine Ensemble machte Brittens Opern einem internationalen Publikum beim Glyndebourne Opernfestival, in Sadler’s Wells, Lucerne, Scheveningen, Oslo und Kopenhagen wie auch ihrem Ensemblestandort in Aldeburgh bekannt. Noch in ihren 1930ern wurde sie problemlos für Teenagerrollen akzeptiert, so sang sie beispielsweise noch 1948 die Rolle des „lästigen Dorfmädchens“ Emmie Spatchett in Albert Herring, dem zentralen Stück des ersten Aldeburgh Festival im Juni 1948.
Sharp entwickelte die Rollen der (13-jährigen) Cis Woodger in Albert Herring und der Molly Brazen in Brittens Adaption der The Beggar’s Opera von 1948. Die Figur der Juliet Brook in The Little Sweep wurde ihr von Britten selbst auf den Leib geschrieben. Im Theaterstück Let’s Make an Opera!, in welchem The Little Sweep enthalten ist, wurden die Charaktere nach den ursprünglichen Operndarstellern benannt. Annie Dougall (eine Bankangestellte) erhält darin die Rolle der 14-jährigen Juliet. Die Rolle wurde ursprünglich als die eines schottischen Mädchens konzipiert. Das Original-Libretto enthielt eine Vielzahl schottischer Ausdrücke für die Figur. Britten sah ursprünglich die Rolle der Polly Peachum in The Beggar’s Opera für Sharp vor, änderte jedoch noch während der Komposition der Oper sein Konzept der Figur und machte eine Mezzosopran-Rolle aus ihr. Letztlich schuf Opernsängerin Nancy Evans die Rolle.
Zwischen 1948 und 1950 trat sie in den Live-Radiosendungen Albert Herring, Let’s Make an Opera! und The Beggar’s Opera auf, es handelte sich um Übertragungen des BBC Third Programme und des BBC Home Service. Im Februar 1950 wurde Let’s Make an Opera! mit Anne Sharp live im BBC-Fernsehen übertragen und war damit eine der ersten im Fernsehen ausgestrahlten Opern überhaupt.
In dieser Zeit trat sie außerdem in Sopranrollen von Bachs h-Moll-Messe, Händels Messiah und Brahms’ Ein deutsches Requiem. Hinzu kamen Solo-Konzerte für das BBC Third Programme (darunter Händels Lusinghe piu care und Richard Strauss’ Ständchen). Zu ihren Opernrollen in diesen Jahren zählen die Königin der Nacht in Mozarts Zauberflöte und Micaëla in einer Konzertdarbietung von Bizets Carmen. Sharp entwickelte die Titelrolle in Lawrance Collingwoods wenig bekannter Oper The Death of Tintagiles für ihre einzige Aufführung im April 1950.

## Stimmqualität
Elisabeth Parry, eine Zeitgenossin in der English Opera Group, beschrieb Sharps Gesang als „[…] eine liebliche, natürliche, sehr hohe Sopranstimme, die ihr niemals irgendwelche Probleme zu machen schien. In unserer Bude zogen wir sie immer wieder damit auf, denn sie konnte früh morgens aus dem Bett klettern oder entspannt in der Badewanne liegen und trotzdem noch an das hohe E kommen.“ 1950 schrieb die Totnes Times über „eine charmante Darstellung der Königin der Nacht“ 1957 kritisierte der North Star ihre Darbietung in Händels Messiah wie folgt:

“Miss Anne Sharp, soprano, heard for the first time in Tain, made an instant appeal, as might be expected from a singer of her calibre and reputation. What was most impressive was the enviable range of her sweet voice and its great purity in the upper register. All her solos put great demand on voice control and her rendering of the classic ‘I know that my Redeemer liveth’ [Anm.: Teil III, Satz 45] was a special joy.”

„Miss Anne Sharp, Sopranistin, die zum ersten Mal in Tain gehört wurde, machte sofort Appell, wie es von einer Sängerin ihres Kalibers und Rufs zu erwarten war. Was am beeindruckendsten war, war die beneidenswerte Reichweite ihrer süßen Stimme und ihre große Reinheit im oberen Register. Alle ihre Soli stellen große Anforderungen an die Sprachsteuerung und ihre Wiedergabe des Klassikers "I know that my Redeemer liveth" [Anm.: Teil III, Satz 45] war eine besondere Freude.“

## Heirat, Familie und letzte Lebensjahre
Im Dezember 1950 heiratete Sharp Rev. James Lyon Kerr, einen Minister (vgl. Bischof) der Church of Scotland. Nach ihrer Hochzeit führte sie ihre Opernkarriere in London noch sporadisch fort, mit der Geburt ihrer gemeinsamen Tochter 1953 entschied sie sich jedoch zur Konzentration auf die Familie und nahm nur noch Oratorienrollen in Schottland an.
Die letzten vier Jahre ihres Lebens verbrachte Sharp bei ihrer Tochter in West Linton, Peeblesshire. Sie starb im Alter von 94 Jahren am 25. August 2011 in Edinburgh.

## Aufnahmen
- 1948: als Molly Brazen im BBC-Radioensemble der Dreigroschenoper, herausgegeben von Pearl im April 2005
- 1949: als Emmie Spatchett in einer Aufführung von Albert Herring, Aufzeichnung aus dem Kongelige Teater in Kopenhagen, herausgegeben von Nimbus im September 2008[12]
- 1949: BBC-Aufnahme von Let’s Make an Opera!, Anne Sharp in der Doppelrolle von Anne Dougall und Juliet Brook (Archivmaterial, nicht erwerblich)[8]